# Витан (футболист)
Ви́тор Эдуа́рдо да Си́лва Ма́тос (порт.-браз. Vitor Eduardo da Silva Matos; родился 2 февраля 2000, Жакарезинью), более известный как Вита́н (порт.-браз. Vitão) — бразильский футболист, защитник клуба «Интернасьонал».

## Клубная карьера
Начал играть в футбол в «Футбольном техническом центре Параны». С 2015 года выступал в молодёжной академии клуба «Палмейрас».
21 марта 2019 года дебютировал в основном составе «Палмейраса» в матче Лиги Паулиста против «Понте-Прета».
2 сентября 2019 года перешёл в украинский «Шахтёр» за 4 млн евро, подписав с украинским клубом пятилетний контракт.

## Карьера в сборной
В 2017 году в составе сборной Бразилии до 17 лет принял участие в чемпионате Южной Америки для игроков до 17 лет в качестве капитана. Бразильцы выиграли турнир.
В 2018 году дебютировал в составе сборной Бразилии до 20 лет.

## Достижения
«Палмейрас»
- Чемпион Бразилии: 2018

«Шахтёр» (Донецк)
- Чемпион Украины: 2019/20
- Обладатель Суперкубка Украины: 2021

Сборная Бразилии
- Чемпион Южной Америки (до 17): 2017
- Чемпион Южной Америки (до 15): 2015